# Landkreis Metz
| Basisdaten                | Basisdaten                  |
| ------------------------- | --------------------------- |
| Bundesstaat               | Reichsland Elsaß-Lothringen |
| Bezirk                    | Lothringen                  |
| Verwaltungssitz           | Metz                        |
| Fläche                    | 1074 km² (1910)             |
| Einwohner                 | 113.674 (1910)              |
| Bevölkerungsdichte        | 106 Einw./km² (1910)        |
| Gemeinden                 | 152 (1910)                  |
| Lage des Landkreises Metz |                             |
|                           |                             |

Der Landkreis Metz war von 1871 bis 1920 ein Landkreis im Bezirk Lothringen des Reichslandes Elsaß-Lothringen. Von 1940 bis 1944 war er als Teil des im besetzten Frankreich errichteten CdZ-Gebiets Lothringen nochmals eingerichtet. Das Gebiet des Kreises liegt heute im Wesentlichen im Arrondissement Metz des französischen Départements Moselle.

## Der Landkreis Metz im Deutschen Kaiserreich

### Verwaltungsgeschichte
Nachdem Elsaß-Lothringen durch den Frankfurter Friedensvertrag wieder an das Deutsche Reich gefallen war, wurde 1871 aus dem Arrondissement Metz ohne die Stadt Metz der Landkreis Metz gebildet. Der Kreisdirektor hatte seinen Sitz in der Stadt Metz. Damit gehörte der Landkreis Metz zum Bezirk Lothringen im Reichsland Elsaß-Lothringen. Zum 1. April 1908 wurden die Gemeinden Devant-les-Ponts und Plantières mit der Ortschaft Queuleu aus dem Landkreis in die Stadt Metz eingegliedert, ebenso am 1. April 1914 die Gemeinde Sablon. Nach den Ergebnissen der Volkszählung vom 1. Dezember 1900 war der Landkreis Metz mit 57,1 % – neben dem Kreis Château-Salins mit 69,7 % – einer der zwei Kreise des Reichslandes Elsaß-Lothringen, in denen eine Mehrheit der Bevölkerung Französisch als Muttersprache angegeben hatte.
Nach dem Ende des Ersten Weltkrieges wurde der Kreis 1918 von Frankreich besetzt, kam am 17. Oktober 1919 unter französische Verwaltung und gehörte mit dem Inkrafttreten des Versailler Vertrages am 10. Januar 1920 als Arrondissement Metz-Campagne wieder zu Frankreich.

### Einwohnerentwicklung
| Einwohner      | 1871   | 1880   | 1890   | 1900   | 1910   |
| -------------- | ------ | ------ | ------ | ------ | ------ |
| Landkreis Metz | 70.637 | 53.131 | 60.186 | 58.462 | 68.598 |

Gemeinden mit mehr als 3000 Einwohnern (Stand 1910):
| Gemeinde           | Einwohner |
| ------------------ | --------- |
| Ars an der Mosel   | 3541      |
| Maizières bei Metz | 3418      |
| Montigny bei Metz  | 14.017    |
| Rombach            | 6247      |
| Sablon             | 10.720    |
| Stahlheim          | 4194      |

### Kreisdirektoren
1871–187600Sebastian Schmidt
1876–188000Julius von Freyberg-Eisenberg (1832–1912)
1880–188300Alexander Halm (1840–1913)
1883–188800Victor Sittel († 1895)
1888–189900Ludwig Gundlach (1837–1921)
1899–190800Anton von Villers-Grignoncourt (1849–1911)
1908–191800Georg von Loeper (1863–1938)

### Kommunalverfassung
Zunächst galt auch zu deutscher Zeit das französische Gesetz vom 18. Juli 1837 über die Gemeindeverwaltung weiter. Zum 1. April 1896 wurde aber die bisherige Kommunalverfassung abgelöst und die neue Gemeindeordnung für Elsaß-Lothringen vom 6. Juni 1895 eingeführt. Sie galt für alle Gemeinden und unterschied nicht zwischen solchen mit ländlicher oder städtischer Verfassung.

## Gemeinden
Im Jahre 1908 umfasste der Landkreis Metz 154 Gemeinden. Durch kaiserliche Verordnung vom 2. September 1915 erhielten 124 Gemeinden einen amtlichen deutschen Namen, wobei auf historische Namensformen, Übersetzungen und Erfindungen zurückgegriffen wurde. Diese Namen sind in Klammern gesetzt:
| - Achâtel (Hohenschloß) - Alben - Amanweiler - Ancy an der Mosel (Anzig) - Anserweiler - Antilly (Antullen) - Argancy (Argannen) - Arry (Arrich) - Ars an der Mosel - Ars-Laquenexy (Ars bei Kenchen) - Augny (Auning) - Ay (Aich an der Mosel) - Ban-Saint Martin (Sankt Martinsbann) - Bazoncourt (Basonhofen) - Béchy (Bechingen) - Beux (Niederbö) - Borny (Bornen) - Brittendorf - Bronvaux (Brunwals) - Buchy (Buchingen) - Chailly bei Ennery (Kettenchen) - Chanville (Hanhausen) - Charleville (Karlheim) - Charly (Karlen) - Châtel-Saint-Germain (Sankt German) - Cheminot (Kemnat) - Chérisey (Schersingen) - Chesny (Kessenach) - Chieulles (Schöllen) - Coin an der Seille (Selzeck) - Coin bei Cuvry (Kuberneck) - Coincy (Künzich) - Colligny - Corny (Corningen) - Courcelles an der Nied (Kurzel an der Nied) - Cuvry (Kubern) - Dam - Devant-les-Ponts (Vorbrücken) - Dornot (Dorningen) | - Ennery (Ennerchen) - Failly (Failen) - Fêves (Fewen) - Féy (Buch) - Fleury (Flöringen) - Flévy (Flaich) - Flocourt (Flodoaldshofen) - Foville (Folkheim) - Glatigny (Glatingen) - Goin (Göhn) - Gorze (Gorz) - Gravelotte - Hagendingen - Haiß - Hauconcourt (Halkenhofen) - Jouy-aux-Arches (Gaudach) - Jury (Giringen) - Jussy (Jussingen) - Kurzel - Landonvillers (Landenweiler) - Laquenexy (Kenchen) - Lemud (Mud) - Lessy (Lessingen) - Liéhon (Lieheim) - Longeville bei Metz (Langenheim bei Metz) - Lorry bei Metz (Lorringen) - Lorry-Mardigny (Mardeningen) - Louvigny (Loveningen) - Luppy (Luppingen) - Magny - Maizeroy (Macherich) - Maizery (Macheringen) - Maizières bei Metz (Macheren) - Malancourt (Malandshofen) - Malroy (Malrich) - Marange-Silvange (Maringen-Silvingen) - Marieulles (Mariellen) - Marly (Marleien) - Marsilly (Marzellingen) | - Maxe (Masch) - Mécleuves (Mekleven) - Mey (Maien) - Moncheux (Monchern) - Montigny bei Metz (Monteningen) - Montois-la-Montagne - Montoy (Montingen) - Moulins bei Metz (Mühlen bei Metz) - Noisseville - Norroy-le-Veneur - Nouilly (Niverlach) - Novéant (Neuburg) - Ogy (Ogingen) - Orny (Ornach) - Pagny bei Goin (Paningen) - Pange (Spangen) - Peltre (Pelter) - Pierrevillers (Petersweiler) - Plantières - Plappeville (Papolsheim) - Plesnois (Plenau) - Pommérieux (Pommeringen) - Pontoy (Pontingen) - Pouilly (Pullingen) - Pournoy-la-Chétive (Kleinprunach) - Pournoy-la-Grasse (Großprunach) - Rémilly (Remelach) - Retonfey (Raitenbuchen) - Rezonville - Rollingen - Rombach - Roncourt (Ronhofen) - Rozérieulles (Roseringen) - Sablon - Sailly (Sallach) - Saint Julien bei Metz (Sankt Julian) - Saint Jure (Sankt Jürgen) - Sankt Privat - Sainte Barbe (Sankt Barbara) | - Sainte-Marie-aux-Chênes - Sainte-Ruffine (Sankt Ruffin) - Sanry an der Nied (Sanringen/Nied) - Sanry bei Vigy (Sanringen) - Saulny (Salnach) - Secourt (Unterhofen) - Semécourt (Sigmarshofen) - Servigny bei Sainte Barbe (Servingen) - Scy (Sigach) - Silbernachen - Sillegny (Sillningen) - Sillers - Silly-en-Saulnois (Sillingen) - Solgne (Solgen) - Sorbey (Sorbach) - Stahlheim - Talingen - Tennschen - Thimonville (Thimmenheim) - Tragny (Tranach) - Trémery (Tremerchen) - Vallières (Wallern) - Vantoux (Wanten) - Vany (Warningen) - Vaux (Wals) - Vernéville (Wernheim) - Verny (Werningen) - Vigny (Wingert) - Vigy (Wigingen) - Villers-Bettnach - Villers-Stoncourt (Stondorf) - Vionville - Vrémy (Fremich) - Vry (Verich) - Vulmont (Wulberg) - Wieblingen - Woippy (Wappingen) |

Die Namen einiger Orte blieben unverändert, da diese aufgrund der Kämpfe von 1870 eine große Bekanntheit erlangt hatten.

### Geschichte
Im Zweiten Weltkrieg wurde Elsaß-Lothringen von Wehrmachtstruppen besetzt und gehörte von 1940 bis 1944 faktisch wieder zum Deutschen Reich. Während dieser Zeit bildete das Gebiet des Arrondissements Metz ohne die Stadt Metz den Landkreis Metz. Zu seiner Verwaltung wurde ein deutscher Landkommissar in Metz eingesetzt. Das Kreisgebiet wurde nicht im völkerrechtlichen Sinne annektiert, sondern war Teil des CdZ-Gebiets Lothringen, das dem Gauleiter für den Gau Saarpfalz (ab 1942 Westmark) in Saarbrücken unterstellt war. Zum 1. Oktober 1940 wurden die Gemeinden Langenheim, Martinsbann, Montenich, Sankt Julian und Wallern aus dem Landkreis Metz in den Stadtkreis Metz eingegliedert. Mit dem 1. Dezember 1940 traten die Gemeinden des Kantons Großmövern und die Gemeinde Mondelingen aus dem Landkreis Diedenhofen zum Landkreis Metz. Weitere Gebietsänderungen erfolgten am 1. April 1941. Die Gemeinden Bornen, Manningen, Masch, Mühlen bei Metz, Pleppweiler, Jussingen, Sigach und Wappingen wurden aus dem Landkreis in den Stadtkreis Metz eingegliedert, ebenso die Gemeinde Bettsdorf b. Diedenhofen aus dem Landkreis Diedenhofen in den Landkreis Metz. Ab dem 1. April 1941 wurde der Verwaltungschef wie im Deutschen Reich als Landrat bezeichnet. Zuletzt traten noch am 1. April 1944 kleinere Teile der Gemeinden Germannsburg und Marlingen vom Landkreis zum Stadtkreis Metz.
Zwischen November und Dezember 1944 wurde das Kreisgebiet durch alliierte Streitkräfte besetzt und wieder Frankreich einverleibt.

### Landkommissar
1940–999900Karl Kleemann (1904–1969) (kommissarisch)

### Landräte
Während der Besatzungszeit waren folgende Landräte eingesetzt:
1940–194200Karl Kleemann
1942–194400Robert Leuthner

### Kommunalverfassung
Ab 1. Januar 1941 galt für alle Gemeinden im Landkreis die Deutsche Gemeindeordnung vom 30. Januar 1935. Hierzu erging am 1. Februar 1941 eine Durchführungsverordnung, wonach aus mehreren Gemeinden Gemeinschaftliche Bürgermeistereien gebildet werden konnten. Am 1. April 1941 wurde die Kreisordnung für Lothringen vom 25. März 1941 eingeführt, wonach unter anderem die bisherigen Kantone aufgelöst wurden. Das Kreisgebiet war zuletzt in die Stadt Gorschen und 45 weitere Gemeinden gegliedert. Diese Gemeinden bildeten – je nach Größe – eigene Ortspolizeibezirke oder waren in gemeinschaftlichen Bürgermeistereien zusammengefasst.

### Eindeutschung von Ortsnamen (1940–1944)
Nach dem 2. August 1940 galten die 1918 gültigen amtlichen deutschen Ortsnamen zunächst weiter.
Am 25. Januar 1941 wurden alle Ortsnamen endgültig in einer deutschen Fassung festgelegt, die teilweise von der im Jahre 1918 abwich, z. B.:
- Achâtel: 1918 Hohenschloß, 1941 Hochschloß (Westmark)
- Châtel-Saint-Germain: 1918 Sankt German, 1941 Germannsburg
- Courcelles-Chaussy: 1918 Kurzel, 1941 Kurzel an der Straße
- Gorze: 1918 Gorz, 1941 Gorschen
- Louvigny: 1918 Loveningen, 1941 Loweningen (Westmark)
- Montoy: 1918 Montingen, 1941 Monten
- Novéant: 1918 Neuburg in Lothringen, 1941 Neuburg an der Mosel
- Plappeville: 1918 Papolsheim, 1941 Pleppweiler
- Pange: 1918 Spangen, 1941 Spangen an der Nied